# Голіцин Анатолій Михайлович
Анатолій Михайлович Голіцин (англ. Anatoliy Mikhaylovich Golitsyn, рос. Анатолий Михайлович Голицын — нар. 25 серпня 1926, Пирятин, Українська РСР, помер 29 грудня 2008 в США) — офіцер закордонних резидентур та центрального аналітичного апарату розвідки КДБ СРСР, майор КДБ, який в 1961 році перейшов на бік США.

## Діяльність
Голіцин передав ЦРУ великий обсяг важливої секретної інформації — як про більшість «ліній» (відділів) резидентур в КДБ СРСР в країнах НАТО та про методи вербування та кураторства агентів КДБ", а також про саму таємну зовніполітичну стратегію СРСР. Він допоміг контррозвідкам західних країн нейтралізувати радянську агентуру, інфільтровану у найвищі державні інституції. Деякі експерти вважають Голіцина найціннішим утікачем з КДБ за всю історію 20-го ст.

## Публікації
Анатолій Голіцин є автором двох книг про стратегію довготривалої облуди, розробленої керівництвом КДБ.. Він також почесний командор ордену Британської імперії (CBE). В 1984 отримав громадянство США.

## Кар'єра в КДБ
1946 Голіцин розпочав свою службу в Міністерстві державної безпеки (МДБ СРСР), пізніше перейменоване в КДБ.
У 1950-1953 працював в «американському» відділі контррозвідки МДБ.
У 1952-1953 — працював над пропозицією Центральному Комітету про реорганізацію радянської розвідки. У зв'язку з розробкою їх пропозицій він був присутній на засіданнях Секретаріату ЦК КПРС, очолюваного Сталіним, і засіданнях Політбюро ЦК (потім — Президії ЦК), які вів тоді Г. М. Маленков, і де були присутні також майбутні вожді СРСР М. С. Хрущов, Л. І. Брежнєв і Булганін. У 1952-1953 роках протягом дуже нетривалого періоду посідав посаду голови відділу, що займається контррозвідкою щодо Сполучених Штатів.
У 1959 році закінчив чотирирічний курс в Інституті КДБ (нині Академія СВР) в Москві з юридичної ступенем.
У 1959-1961 роках в той час, коли формувалася радянська довгострокова стратегія і реорганізовувалося КДБ з тим, щоб зайняти в ній своє місце, Голіцин працював старшим аналітиком у відділі НАТО Управління інформації радянської розвідки.
У 1953-1955 був резидентом радянської контррозвідки в Відні (Австрія)
В процесі підготовки СРСР до укладання міждержавної радянсько-австрійської угоди та часткового виводу радянських окупаційних військ з Австрії у травні 1955, він на кінці 1954 був відізваний до Москви.
В 1958 році він був підвищений в званні до майора і призначений на роботу в Перше Головне Управління КДБ (закордонна розвідка) у відділ, який займався слідкуванням за країнами НАТО.
У 1960-1961 ріках резидент радянської контррозвідки у Гельсінкі (Фінляндія) під фальшивим ім'ям «Іван Клімов».
У грудні 1961 року втік до США.

## Утеча
15 грудня 1961 року він разом з дружиною та донькою втік до США, сівши у потяг в Хельсінкі доїхав до міста Хапаранда на кордоні зі Швецією, звідки був доправлений літаком до США через Стокгольм, та був допитаний керівником служби контррозвідки ЦРУ Джесусом Енглтоном. В лютому 1962 року КДБ розіслало вказівки до 54 резидентатур по всьому світу стосовно заходів зменшення завданої Голіциним шкоди. Слід було скасувати зустрічі з усіма важливими агентами. В листопаді 1962 року, голова КДБ Володимир Семичасний затвердив план вбивства Голіцина та інших «особливо небезпечних зрадників», зокрема, Ігоря Гузенко, Миколи Хохлова та Богдана Сташинського. КДБ доклало значних зусиль для дискредитації Голіцина, була поширена інформація про те, що він брав участь в контрабанді.

## Наслідки
Особа Голіцина та інформція, яку він передав на Захід, була настільки важливою, що його ім'я та факт втечі лишалося в СРСР засекреченими десятиріччя по тому.
Голіцин передав інформацію про багатьох радянських шпигунів, зокрема членів так званої «кембріджської п'ятірки» Кіма Філбі, Дональда Макліна, Гая Берджеса; Джона Вассала, подвійного агента Олександра Копатського, котрий працював в Німеччині, та інших. Саме втеча Голіцина на Захід дозволила підтвердити роботу Філбі на Радянську розвідку.

## Контроверсії
Голіцин став предметом запеклих суперечок в спільноті західних розвідувальних служб. Військовий письменник, британський генерал Джон Хакет та колишній керівник служби контррозвідки ЦРУ Джеймс Енглтон назвали Голіцина «найціннішим перебіжчиком серед всіх, хто втік на Захід.» Однак, офіційний історик британської MI5, Кристофер Ендрю, вважає його «ненадійним прибічником теорії змов». На думку Ендрю, хоча передані Голіциним розвідувальні дані і достовірні, його глобальна оцінка радянської стратегії сумнівна. Зокрема, він піддав сумніву твердження Голіцина, що радянсько-китайський розкол є фарсом для введення Заходу в оману. Твердження про широку інфільтрацію ЦРУ подвійними агентами КДБ також зміцнило параною Енглтона і, в підсумку, призвело до його відставки.

### Закиди проти Гарольда Вільсона
Голіцин заявив, що Гарольд Вільсон (на той час прем'єр-міністр Великої Британії) є інформатором КДБ та агентом впливу. Це посилило вже існуючі теорії змов у британській розвідувальній спільноті стосовно Вільсона. Будучи Президентом торговельної палати в кінці 1940-х Вільсон часто був в Росії у відрядженнях, де в нього склались гарні стосунки з Анастасом Мікояном та В'ячеславом Молотовим. Він продовжив ці стосунки, коли Лейбористська партія перейшла до опозиції та, згідно з архівом Василя Мітрохіна, постачав КДБ інформацію про політичну ситуацію в Британії, яке ставилось до цих повідомлень з великою увагою. Була відкрита справа розробки агента та надане кодове ім'я «Олдінг» в сподіванні завербувати Гарольда Вільсона. Однак, згідно із записами у справі, спроби вербування не принесли результатів. Голіцин також звинуватив КДБ в отруєнні Хью Гайтскела, попередника Вільсона на посаді Лейбористської партії, завдяки якому Вільсон очолив партію. Гайтскел помер внаслідок раптового нападу lupus erythematosus, автоімунного розладу, в 1963 році. Твердженням Голіцина про Вільсона довіряв, зокрема, керівник служби контррозвідки МІ5 Пітер Райт. Хоча МІ5 проводило декілька розслідувань Вільсона, а звинувачення проти нього були зняті, працівники служби і надалі вважали його агентом КДБ, що відігравало роль у планах його усунення.

### Закиди проти Урхо Кекконена
Голіцин заявив, що дипломатична криза була спеціальною операцією спланованою Урхо Кекконеном разом з радянською владою. Також він заявив, що Президент Фінляндії є агентом КДБ починаючи з 1947 року та має кодове ім'я «Тімо». Нині поширена думка серед істориків, що Кекконен активно співпрацював з КДБ.

### Голіцин та Носенко
В 1964 році, Юрій Носенко, співробітник КДБ в Женеві, став наполягати на втечі до США, оскільки була викрита його робота на розвідслужби Заходу та надійшов наказ про відкликання до Москви. Носенко отримав дозвіл на втечу, але довіра до нього була одразу підірвана, оскільки ЦРУ не вдалось встановити достовірність наказу КДБ про відкликання. Носенко заявив, що Голіцин був не подвійним агентом, а просто агентом КДБ; та що має інформацію про вбивство Президента Джона Кеннеді.
У відповідь на перший закид, Голіцин нагадав, що одразу попереджав про спроби КДБ відправити перебіжчиків для його дискредитації. Стосовно другого, Носенко заявив, що він був особисто відповідальним за кураторство справи Лі Гарві Освальда, і що КДБ відмовилось від співпраці з ним через розумову нестабільність та навіть не намагалось допитати Освальда про розвідувальні літаки U-2. Під сильним примусом Носенко провалив дві дуже сумнівних перевірки на детекторі брехні, але пройшов третю перевірку, яка проходила під наглядом декількох відділів агентства.
Вирішивши, що відмова допитати Освальда стосовно U-2 неправдоподібна, зважаючи обізнаність Освальда в програмі U-2, та взявши до уваги інші запитання до надійності Носенка (вважалось, що він назвав вище звання за очікуване), Енглтон не заперечив, коли Девід Мерфі, тогочасний голова радянського відділу, наказав помістити Носенка у в'язницю на три з половиною роки. Його утримували протягом 16 місяців в невеличкій камері без вікон, без меблів, опалення або кондиціонування повітря. Контакт з людьми був суворо обмежений. Йому дозволили раз на тиждень приймати душ, він не мав телебачення, не мав чого читати, не мав радіо, можливості фізичних вправ та зубної щітки. Допити проводились часто та дуже грубо. Він провів ще чотири місяці в бетонній камері 3 на 3 метри в Кемп-Пері. Йому погрожували залишити в таких умовах на 25 років, якщо він не зізнається в шпигунстві на користь Радянського Союзу.
Джеймс Енглтон привернув увагу громадськості в Сполучених Штатах коли комісія Черча, в слід за комісією Уоррена перевіряла ЦРУ стосовно інформації про вбивство Кенеді. Епізод з Носенко не похитнув довіру Енглтона до Голіцина, натомість Хелмс та Джон Едгар Гувер мали інші погляди. Заперечення Гувера були настільки запеклими, що істотно послабили співпрацю в контррозвідці між ЦРУ та ФБР, поки Гувер залишався на посаді директора ФБР. З рештою було встановлено, що Носенко є справжнім утікачем, має звання підполковника, після чого був переведений на роботу консультантом ЦРУ.

## Замах на вбивство
Керівництво КДБ довго шукало Голіцина, щоб вбити, але безрезультатно.
Відома лише одна розкрита спроба замаху на Голіцина організована КДБ — 1967 року в Канаді — вона виявилася невдалою. Вважалось, що за цією операцією стояв голова відділу вбивств та саботажу КДБ Віктор Владіміров.

## Книги

### «Нова брехня для дорослих»
- Оригінальна назва: New Lies for Old: the Communist Strategy of Deception and Disinformation.

Книга «Нова брехня для дорослих» була написана Голіциним в 1966 році, але вперше видана тільки в 1984 році. В ній Голіцин передбачив організований згори колапс комуністичного блоку. Він попередив про стратегію довготривалої облуди, розробленої для того, аби створити на Заході відчуття безпеки, та економічно послабити, і, нарешті, дипломатично ізолювати Сполучені Штати. Серед іншого, Голіцин заявив:
- «Лібералізація» [в Радянському Союзі] буде видовищною та вражаючою. Можливі формальні промови стосовно зменшення ролі комуністичної партії; навіть її монополія на владу може бути обмежена.
- Якщо [лібералізація] буде поширена на Східну Німеччину, можливі спроби зруйнувати Берлінський мур.
- Європейський Парламент може перетворитись на загальноєвропейський парламент, де будуть представлені Радянський Союз та Східна Європа. Європа від Атлантичного океану до Уралу стане нейтральною, соціалістичною Європою.

Енглтон та Голіцин спробували переконати Вільяма Ф. Баклі молодшого (котрий також був співробітником ЦРУ) допомогти в написанні книги. Баклі відмовився, але потім написав новелу про Енглтона, англ. Spytime: The Undoing of James Jesus Angleton (Час шпигунів: Повалення Джеймса Джесуса Енглтона).

### «Облуда Перебудови»
- Оригінальна назва: The Perestroika Deception.

В 1995 році він надрукував книжку, «Облуда Перебудови», з пам'ятними записками написаними начебто Голіциним, яка стверджувала:
- Радянські стратеги приховують секретну співпрацю яка існувала та існуватиме надалі між Москвою та «національними» лідерами «незалежних» республік.
- Вплив КДБ залишається так само сильним, як і раніше… Розмови про косметичні зміни в КДБ та системі нагляду навмисно поширюються для підтримки міфу про «демократизацію» політичної системи в Радянському Союзі.
- Пошкребіть цих новоявлених радянських «демократів», «антикомуністів» та «націоналістів», які з'явились нізвідки, та в кожному знайдете секретного члена Партії або агента КДБ.

### Відгуки
В книзі «Клин — Таємна війна між ФБР та ЦРУ» (англ. Wedge - The Secret War between the FBI and CIA) Марк Ріблінг стверджує, що із 194 подій передбачених в «Новій брехні замість старої», 139 трапились до 1993 року, 9 були «очевидно невірними», та інші 46 «неможливо спростувати в найближчому майбутньому».
За словами російського політолога Євгенії Альбац, в своїй книзі Анатолій Голіцин стверджує що «вже в 1959 році КДБ працювало над подібним до Перебудови планом для введення світової громадської думки в оману. План був частково оснований на вченні китайського теоретика та воєначальника Сунь Цзи, котрий сказав: „Я примушу ворога бачити в нашій силі слабкість, а в нашій слабкості — силу, і так зроблю його силу його слабкістю.“» Альбац вважає, що КДБ отримав найбільше зиску від політичних перетворень в Росії, і, можливо, насправді керував діями Горбачова: «Єдине можна сказати з повною впевненістю: перебудова відкрила шлях КДБ до самого центру влади» в Росії. Михайло Горбачов, начебто, обґрунтував свою політику наміром «стиснути Європу до смерті» та «позбутись впливу США в Європі».
Радянський дисидент Володимир Буковський пригадав: «В 1992 я мав безпрецедентний доступ до секретних документів Політбюро та Центрального Комітету, які були засекречені і залишаються засекреченими вже 30 років.» Ці документи дуже ясно вказують на те, що сама ідея перетворення Європейського спільного ринку на федеральну державу була узгоджена між лівими партіями в Європі та Москвою як спільний проект, який Михайло Горбачов називав у 1988—1989 роках нашим «спільним Європейським домом».
8 червня 1995 року, британський консерватор Кристофер Джіл процитував «Облуду Перебудови» в дебатах в Палаті громад: «Треба бути надзвичайно легковірним, аби повірити в те, що раптово, за одну ніч, всі колишні комуністи несподівано матимуть новий світогляд, нову філософію, і все стане по іншому. Я користуюсь цією нагодою, аби попередити Палату та країну про те, що так бути не може»; та: «Щоразу, коли Палата затверджує ці колективні угоди, не в останню чергу колективні угоди Європейського Союзу, вона допомагає просувати Російську стратегію.»
За словами Данієля Пайпса, праці Голіцина «мали деякий вплив на світогляд правих в Сполучених Штатах», зокрема, на письменника Джефрі Найквіста та Джоля Скоузена, та на Спілку Джона Берча.
Погляди Голіцина поділяє відомий чеський дисидент та політик Петр Цібулка, котрий припустив у 1989 році, що Оксамитова революція в Чехословаччині була організована Службою державної безпеки.

## Публікації
- Anatoliy Golitsyn. New Lies for Old: the Communist Strategy of Deception and Disinformation. — Publisher: Dodd, Mead & Company, 1984 (1st edition), — 412 p. ISBN 0945001134, 0945001088, 978-0945001089
- Anatoliy Golitsyn & Christopher Story. The Perestroika Deception: Memoranda to the Central Intelligence Agency Paperback Import. — Publisher: Edward Harle, 1995 (1st. ed). — 278 p. ISBN 189979803X